# Conneux
Conneux is een plaats en deelgemeente van de Belgische gemeente Ciney in de provincie Namen. Tot 1977 was Conneux een zelfstandige gemeente, bestaande uit de dorpjes Conneux, Conjoux en Reux.
Conneux wordt al vermeld in een akte  van 747. Het was toen een Karolingisch landbouwdomein dat geschonken werd aan de abdij van Stavelot. Ten laatste in de 12e eeuw kwam het domein in het bezit van het kapittel van Sint-Jan-de-Doper in Luik. Tot het einde van het ancien régime bleef het kapittel er de lagere rechtsmacht en het benoemingsrecht van de pastoor behouden. De hogere rechtsmacht was in handen van de prins-bisschop van Luik. In de Franse Tijd werd Conneux een gemeente, met een oppervlakte van ruim 1500 hectare.

## Demografische ontwikkeling
- Bronnen:NIS, Opm:1831 tot en met 1970=volkstellingen, 1976= inwoneraantal op 31 december

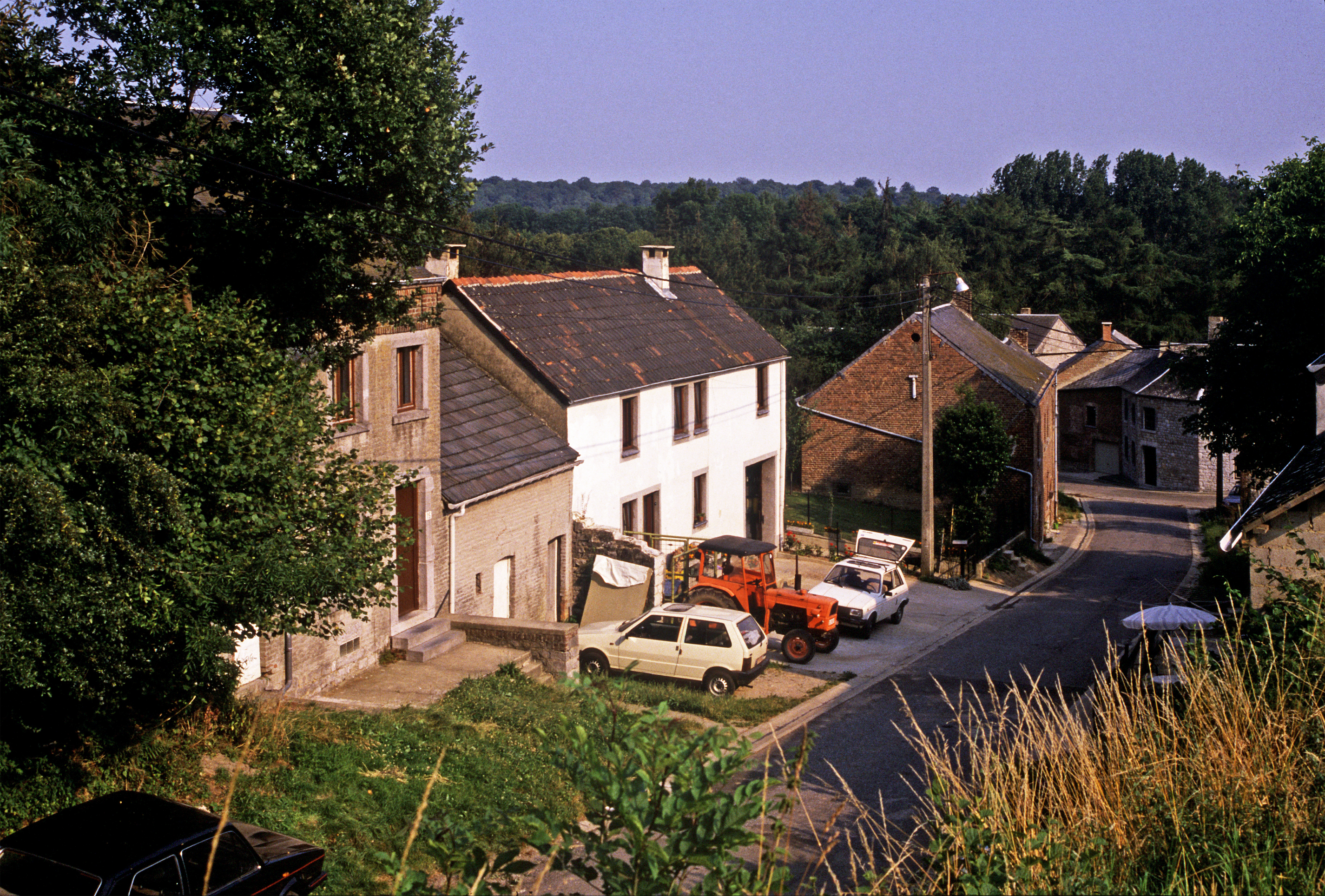
De Rue de la Citadelle in Conneux (anno 1990)

Deelgemeenten: Achêne · Braibant · Chevetogne · Ciney · Conneux · Leignon · Pessoux · Serinchamps · Sovet

Overige kernen:  Barcenal · Bragard · Chapois · Conjoux · Corbion · Croix · Enhet · Fays · Haid · Halloy · Haversin · Jannée · Jet · Les Basses · Linciaux · Reuleau · Reux · Ronvaux · Senenne · Stée · Trisogne · Vincon · Ychippe

Belgische gemeenten · arrondissement Namen · provincie Namen · Wallonië